# عيسى كندي
عيسی‌ كندي هي قرية في مقاطعة ماكو، إيران. عدد سكان هذه القرية هو 385 في سنة 2006.